# Rencontre à Wicker Park
Pour les articles homonymes, voir Wicker Park.
Pour plus de détails, voir Fiche technique et Distribution.
Rencontre à Wicker Park ou L'Appartement au Québec et au Nouveau-Brunswick (titre original : Wicker Park) est un film américain, réalisé par Paul McGuigan, sorti en 2004. 
C'est un remake du film L'Appartement. Le film se déroule dans le quartier de Wicker Park à Chicago.

## Fiche technique
- Titre original : Wicker Park
- Titre français : Rencontre à Wicker Park
- Titre québécois : L'Appartement
- Réalisation : Paul McGuigan
- Scénario : Brandon Boyce
- Production : James McQuaide, Andre Lamal, Gary Lucchesi (en), Tom Rosenberg, Henry Winterstern, Marcus Viscidi
- Montage : Andrew hulme
- Photographie : Peter Sova (en)
- Musique : Cliff Martinez et Michael A. Levine
- Costumes : Odette Gadoury
- Casting : Deborah Aquila, Mary Tricia Wood, Andrea Kenyon, Randi Wells
- Maquillage : 
  - Mindy Hall : artiste maquillage Josh Hartnett
- Chef décoration : Richard Bridgland
- Assistant réalisation : 
  - Pedro Gandol : premier assistant
  - Richard S. Lederer : second assistant (Chicago)
- Son :  
  - Mark Berger : superviseur post-synchro
  - Henry Godding Jr. : enregistrement adr (Montréal)
  - Richard Henderson : montage musique
  - Douglas Murray : superviseur montage
  - Michael Semanick : mixeur post-synchro
- Effets spéciaux: Louis Craig
- Effets visuels : James McQuaide
- Pays de production :  États-Unis
- Genre : Film dramatique, Thriller
- Durée : 144 minutes

## Distribution
Légende : VF = Version Française[réf. nécessaire] et VQ = Version Québécoise
- Josh Hartnett (VF : Damien Boisseau et VQ : Martin Watier) : Matthew
- Rose Byrne (VF : Barbara Tissier et VQ : Johanne Lebrun) : Alex
- Diane Kruger (VF : elle-même et VQ : Marika Lhoumeau) : Lisa
- Matthew Lillard (VF : Bruno Choël et VQ : François Godin) : Luke
- Jessica Paré (VF : Françoise Cadol et VQ : Catherine Proulx-Lemay) : Rebecca
- Christopher Cousins (VF : Guillaume Orsat) : Daniel
- Ted Whittall (VF : Philippe Crubezy) : Walter
- Stéfanie Buxton : l'agent des billets
- Gillian Ferrabee (VQ : Charlotte Bernard) : Robin
- Vlasta Vrana : le bijoutier
- Amy Sobol : Ellie
- Isabel Dos Santos : la femme de chambre
- Joanna Noyes : Mary
- Kerrilyn Keith : une cliente
- Mark Camacho : le barman
- Marcel Jeannin (VF : Éric Herson-Macarel) : le directeur du théâtre
- Stanley Hilaire : le régisseur
- Zenhu Han : M. Hong
- Lu Ye (VF : Yumi Fujimori) : Mlle Hsia
- Christian Paul : Orsino
- Frank Fontaine : le prêtre
- Miranda Handford : l'actrice Olivia
- Benjamin Hatcher (VF : Sylvain Lemarie) : le choréographe
- Richard Jutras : le gérant de l'hôtel
- Kelly Anne Patterson : l'hôtesse
- Mary Morter : la dame âgée
- Erika Rosenbaum : une serveuse
- Jessica Shutle : une serveuse
- Paul Doucet : le conducteur
- Jamieson Boulanger : le petit-ami
- Carrie Colak : la petite-amie
- Gordon Masten : le vendeur de hot-dog